# 大和自動車交通 (福島県)
大和自動車交通株式会社（だいわじどうしゃこうつう）は、福島県福島市に本社を置く陸運業事業者である。

## 概要
福島市中心部の国道4号沿いに本社を置き、タクシー、貸切バス、旅行、介護福祉事業を行っており、福島県バス協会に加盟している。自社主催ツアーには「かるがもツアー」の愛称が付けられている。

## 沿革
- 1966年7月 - タクシー会社として設立される。
- 1988年12月 - 貸切バス事業を開始する。
- 1993年4月 - 国内旅行業務を開始する。
- 2005年1月 - 訪問介護事業を開始する。
- 2022年4月 - グループ会社であった有限会社共和交通と合併する。

## 事業所
本社
- 福島県福島市入江町13番22号

## 車両
タクシー
- 普通車：30台（コンフォート、ジャパンタクシー、プリウスα、クラウン）
- 特大車：3台（ハイエース、アルファード）

介護タクシー
- 介護福祉車両（大型車）：1台（ハイエース）
- 介護福祉車両（普通車）：1台（NV200）
- 介護福祉車両（軽自動車）：4台（ミニキャブ）

バス
- 大型車：5台（セレガ）
- 中型車：3台（セレガ）
- 小型車：4台（ローザ）[1]

一部の車両を除き車体色は白地に細い金と焦げ茶のラインに挟まれた赤い帯が描かれ、帯中に「DAIWA TAXI」のロゴが記されている。

## その他
- サッカーJ3リーグ福島ユナイテッドFCのホームゲーム開催時に、ホームスタジアムである福島県営あづま陸上競技場（とうほうみんなのスタジアム）と福島駅西口との間で定額タクシーのサービスが行われている。